# Luis Subercaseaux
Luis Subercaseaux Errázuriz (Santiago del Cile, 10 maggio 1882 – 1973) è stato un diplomatico, calciatore, velocista e mezzofondista cileno.
È il primo atleta cileno e sudamericano ad aver partecipato alle Olimpiadi moderne, in particolare alla prima edizione di Atene nel 1896.

## Biografia
Egli fu il secondogenito di Ramón Subercaseaux Vicuña, diplomatico e ambasciatore del Cile presso la Santa Sede, e Amalia Errázuriz Urmeneta e fratello dell'arcivescovo Juan Subercaseaux Errázuriz.
Secondo il Comitato Olimpico del Cile, Luis Subercaseaux Errázuriz partecipò, a quindici anni, ai Giochi della I Olimpiade, nelle gare dei 100, dei 400 e dei 800 metri piani, sebbene molti storici olimpici discussero sulla sua presenza alla manifestazione e sostengono che, pur essendo entrato in questi eventi, che non ha preso parte a ogni gara.
Egli studiò al "Colegio Benedictino" situato nell'Iparralde, una regione basca francese, dove stabilì la sua migliore prestazione nel salto in lungo. Inoltre fu uno dei membri fondatori della squadra calcistica cilena Club de Deportes Santiago Morning e, in seguito, un calciatore di questa squadra.
Dal 1928 fu ambasciatore cileno in Perù, Spagna e al Vaticano, oltre che essere il responsabile del business cileno in Belgio, Cecoslovacchia, Grecia, Paesi Bassi, Norvegia, Polonia e Jugoslavia presso l'ufficio consolare di Londra.
Ancora oggi, per ricordare i suoi contributi, c'è un monumento all'entrata del Museo Olimpico Cileno.